# Ellen White (Fußballspielerin)
Ellen Toni White, CBE (* 9. Mai 1989 in Aylesbury, Buckinghamshire) ist eine englische ehemalige Fußballspielerin. Sie spielte zuletzt in der Saison 2021/22 für Manchester City in der FA Women’s Premier League und seit 2010 in der englischen Nationalmannschaft, deren Rekordtorschützin sie seit dem 30. November 2021 ist. Zudem ist sie mit sechs Toren, die sie bei den Olympischen Spielen in Tokio erzielte, Rekordtorschützin des Team GB.

## Werdegang

### Vereine
White begann ihre Fußballlaufbahn an der „Mini Ducks“ genannten Fußballakademie ihres Vaters Jon White und spielte dann für Aylesbury Town, ehe sie in die Jugendmannschaft der Arsenal Ladies wechselte. 2005 erfolgte der Wechsel zum Lokalrivalen Chelsea, für den sie in drei Spielzeiten die meisten Tore schoss. Dabei entgingen sie als Tabellenletzter in der Saison 2005/06 nur durch einen 3:0-Heimsieg und ein 1:1-Auswärtsremis in den Playoffs gegen Liverpool, den Tabellenzweiten der Northern Division, dem Abstieg. 2006/07 half sie mit 11 Toren in 16 Spielen als Chelseas beste Torschützin, dass der Verein nicht wieder in Abstiegsgefahr geriet. 2007/08 konnte sie sogar mit nur sechs Toren dazu beitragen, dass Chelsea Fünfter wurde.
2008 wechselte sie zu den Leeds Carnegie Ladies, fiel aber aufgrund einer Verletzung in der ersten Saison lange aus. Sie kam lediglich auf zwei Einsätze, in denen ihr zwei Tore gelangen. 2009/10 führte sie dann aber mit 15 Toren in 22 Spielen Leeds auf den dritten Platz und ins Finale des FA Women’s Premier League Cup, in dem sie zwei Tore erzielte und so zum ersten Titel für Leeds beitrug.
2010 kehrte sie wieder zu den Arsenal Ladies zurück, mit denen sie 2011 den FA Women’s Cup gewann. Zudem wurde sie mit Arsenal 2011 und 2012 Englischer Meister. 2011 war sie dabei mit sechs Toren viertbeste Torschützin. 2012 hatte sie mit drei Toren einen geringeren Anteil an der Meisterschaft. 2013 wurde Arsenal nur Dritter und White verließ die Gunners am Ende der Saison und wechselte zu Notts County, dem Nachfolger der Lincoln Ladies.
Mit Arsenal nahm sie auch viermal an der UEFA Women’s Champions League teil. 2010/11 kam sie in acht Spielen zum Einsatz, erzielte dabei drei Tore und schied erst im Halbfinale gegen den späteren Sieger Olympique Lyon nach zwei Niederlagen (0:2 und 2:3) aus. In den beiden folgenden Jahren wurde ebenfalls das Halbfinale erreicht, wo jeweils zweimal gegen die deutschen Vizemeister 1. FFC Frankfurt und VfL Wolfsburg verloren wurde. 2012 hatte sie mit ihren Toren entscheidenden Anteil, dass die beiden Achtelfinalspiele gegen den 1. FFC Turbine Potsdam mit 2:1 und 4:3 gewonnen wurden. 2013/14 kam sie nur zu vier Einsätzen. Da sie zur Saison 2014 zu Notts County wechselte, erlebte sie das Viertelfinalaus gegen den Ligakonkurrenten Birmingham City LFC nicht mit.
Nach einem Kreuzbandriss in der Vorbereitung auf die Saison, fiel sie aber für die komplette Saison 2014 aus. 2015 wurde sie dann zwar in allen Ligaspielen eingesetzt, erzielte aber nur drei Tore. Sie verhalf dem Verein damit zwar sich in der Tabelle um einen Platz auf den Fünften zu verbessern, für sie war es aber ein Rückschritt. 2016 fiel Notts wieder auf den sechsten Platz zurück, White erzielte wieder drei Tore in diesmal zehn Spielen.

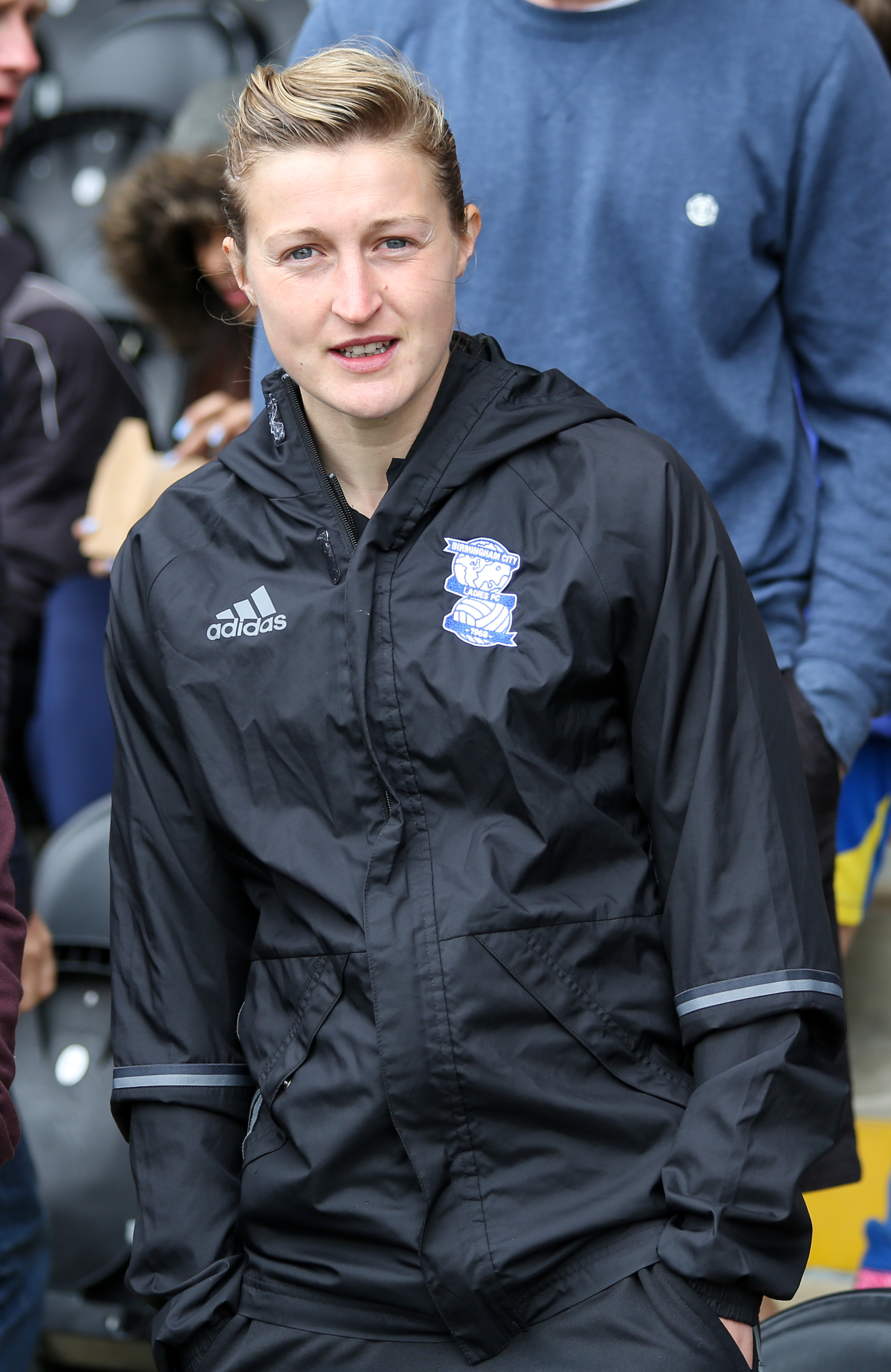
White bei Birmingham City (2017)

Zur „Spring Series“ genannten kurze Übergangssaison 2017 wechselte sie zu Birmingham City. White wurde in der Hälfte der acht Saisonspiele eingesetzt und erzielte dabei zwei Tore. Birmingham schloss die Saison als Siebter ab. Die nun an den normalen europäischen Spielkalender angepasste Saison 2017/18 wurde zu ihrer persönlich besten Saison, denn mit 15 Toren wurde sie Torschützenkönigin und ihr Verein verbesserte sich um zwei Plätze. 2018/19 verbesserte sich Birmingham um einen weiteren Platz. White hatte daran aber einen geringeren Anteil, da sie nur noch in acht Spielen eingesetzt wurde und dabei sechs Tore erzielte. Am 16. Mai 2019 wurde bekannt gegeben, dass White ihren ausgelaufenen Vertrag nicht verlängern wird. Am selben Tag gab Manchester City die Verpflichtung von White bekannt. Beim COVID-19-bedingten Abbruch der FA Women’s Super League 2019/20 stand Manchester auf dem ersten Platz, Chelsea hatte aber die beste Quote und wurde daher zum Meister erklärt.
In der UEFA Women’s Champions League 2020/21 erreichte sie mit ManCity das Viertelfinale. Nach einer 0:3-Auswärtsniederlage gegen den späteren Sieger FC Barcelona reichte das 2:1 im Heimspiel nicht um das Halbfinale zu erreichen. White kam in sechs Spielen zum Einsatz und erzielte drei Tore in den beiden Achtelfinalspielen gegen die AC Florenz. In der Qualifikation zur UEFA Women’s Champions League 2021/22 wurde sie zur zweiten Halbzeit des Rückspiels gegen Real Madrid eingewechselt. Im Hinspiel hatten ihre Mitspielerinnen ohne sie ein 1:1 in Madrid erreicht, in Manchester kassierten sie kurz vor der Pause das 0:1, bei dem es bis zum Ende blieb.

### Nationalmannschaften
White spielte für die englischen U-17-, -19-, -20- und -23-Mannschaften und nahm an der U-19-EM teil, bei der sie mit England im Finale mit 0:2 gegen Deutschland verlor. Mit drei Toren gehörte sie zu den drei besten Torschützinnen des Turniers. Am 25. März 2010 gab sie ihr Debüt in der A-Nationalmannschaft im WM-Qualifikationsspiel gegen Österreich als sie in der 62. Minute für Dunia Susi eingewechselt wurde. In der 90. Minute gelang ihr das Tor zum 3:0-Endstand. White war die jüngste Spielerin im englischen Kader für die WM 2011. Im ersten WM-Spiel gegen Mexiko wurde sie in der 72. Minute eingewechselt. Danach stand sie in allen Spielen in der Startelf und erzielte im Spiel gegen Japan den 1:0-Führungstreffer. Im Viertelfinale gegen Frankreich, das England im Elfmeterschießen verlor, vergab sie in der 103. Minute die Chance zum Siegtreffer.
2012 stand sie im Team GB, das an den Olympischen Spielen in London teilnahm. Sie kam in drei Spielen zum Einsatz, schied aber im Viertelfinale gegen Kanada aus.
Sie stand im englischen Kader für die EM 2013 in Schweden und kam in den drei Spielen zum Einsatz, blieb aber ohne Torerfolg.
In der Qualifikation zur WM 2015 kam sie nur in der ersten Hälfte zum Einsatz und erzielte in den fünf Spielen drei Tore. Bei der WM in Kanada stand sie im ersten Gruppenspiel, das gegen Frankreich mit 0:1 verloren wurde in der Startelf, wurde aber nach einer Stunde ausgewechselt. Ihre Mannschaft qualifizierte sich dann durch zwei Siege noch für die K.-o.-Runde. Sie wurde aber erst wieder im Viertelfinale gegen die Gastgeberinnen in der 79. Minute für Rekordnationalspielerin Fara Williams eingewechselt. Durch den 2:1-Sieg zogen die Engländerinnen erstmals ins WM-Halbfinale. Hier wurde sie beim Stand von 1:1 nach einer Stunde eingewechselt. Durch ein Eigentor ihrer Mitspielerin Laura Bassett in der zweiten Minute der Nachspielzeit verpassten die Engländerinnen das Finale. Im Spiel um Platz 3 gegen Deutschland stand sie dann wieder in der Startelf, wurde aber nach einer Stunde ausgewechselt. Das einzige Tor des Spiels erzielte Williams in der Verlängerung per Elfmeter, wodurch erstmals ein Sieg gegen Deutschland gelang.
In der anschließenden Qualifikation zur EM 2017 kam sie nur in drei Spielen zum Einsatz und erzielte dabei zwei Tore. Da die Engländerinnen nur beim 1:1 gegen Belgien einen Punkt abgaben, qualifizierten sie sich souverän als Gruppensieger für die EM.
Dort erzielte sie im ersten Gruppenspiel gegen den nördlichen Nachbarn Schottland das dritte von sechs Toren, wurde dann nach 74 Minuten ausgewechselt. Auch beim 2:0 im zweiten Gruppenspiel gegen Spanien stand sie in der Startelf, wurde aber wieder am Spielende ausgewechselt. Durch die beiden Siege waren die Engländerinnen vorzeitig für die K.-o.-Runde qualifiziert. Sie wurde einige Stammspielerinnen im dritten Gruppenspiel gegen Portugal nicht eingesetzt. Sie wurde dann erst wieder im Viertelfinale gegen Frankreich eingesetzt und spielte da über 90 Minuten. Durch das sechste Turniertor von Jodie Taylor wurde das Spiel mit 1:0 gewonnen. Die nächsten 90 Minuten gehörten dann zu ihren bittersten, denn mit 0:3 wurde das Halbfinale gegen die Gastgeberinnen verloren.
In der Qualifikation zur WM 2019 hatte sie vier Einsätze, erzielte aber kein Tor. Die Engländerinnen gaben nur beim  torlosen Remis im Heimspiel gegen Wales einen Punkt ab und qualifizierten sich vorzeitig für die WM.
Im März 2019 gewann sie dann erstmals den SheBelieves Cup und wurde dabei in den drei Spielen eingesetzt. Dabei erzielte sie beim 2:1-Sieg gegen Brasilien das zwischenzeitliche 1:1. Es folgte noch ein Kurzeinsatz bei der 0:1-Heimniederlage gegen Kanada sowie 90 Minuten beim 2:1-Sieg gegen Spanien, wo sie ihre Mannschaft mit 2:0 in Führung brachte. Am 8. Mai erhielt sie dann die Nominierung für die WM. Bei der WM kam sie in sechs Spielen zum Einsatz und erzielte dabei sechs Tore, womit sie Fara Williams als englische WM-Rekordtorschützin mit nun sieben WM-Toren ablöste. Sie erzielte ebenso viele Turniertore wie Megan Rapinoe und Alex Morgan, gab aber keine Torvorlage und erhielt daher den „Bronzenen Schuh“ als drittbeste Torschützin des Turniers. Mit ihrer Mannschaft belegte sie den vierten Platz.
Am 27. Mai 2021 wurde sie für das Team GB nominiert, das an den wegen der COVID-19-Pandemie um ein Jahr verschobenen Olympischen Spielen in Tokio teilnahm. Bei den Spielen wurde sie in allen Spielen der Britinnen eingesetzt und erzielte sechs Tore. Nur im dritten Gruppenspiel gegen Kanada wurde sie erst in der 63. Minute eingewechselt.  Das erste Gruppenspiel gegen Chile war ihr insgesamt 100. Länderspiel. Im Viertelfinale gegen Australien glich sie zunächst die Führung der Matildas aus und brachte dann ihre Mannschaft in Führung. Da die Australierinnen eine Minute vor dem Spielende ausglichen, kam es zur Verlängerung, in der die Australierinnen mit 4:2 in Führung gingen. White gelang nur noch der Anschlusstreffer zum 3:4-Endstand.
Am 30. November 2021 gewannen die Engländerinnen im Rahmen der Qualifikation für die WM 2023 mit 20:0 gegen Lettland und überboten den fünf Tage zuvor von Belgien gegen Armenien aufgestellten Europarekord um ein Tor. Dabei gelangen White drei Tore. Sie erhöhte ihre Toranzahl damit auf 48 und löste Kelly Smith als Rekordtorschützin ab. Insgesamt erzielte White in den ersten acht Spielen der Qualifikation zehn Tore. Am 8. April 2022 erzielte sie beim 10:0-Sieg in der Qualifikation in Nordmazedonien ihr 50. Tor für England, womit sie Sir Bobby Charlton und Harry Kane (beide 49 Tore) hinter sich ließ.
Am 17. Mai 2022 wurde sie für den vorläufigen EM-Kader benannt. Am 15. Juni wurde sie auch für den finalen Kader berücksichtigt. In den letzten beiden Testspielen vor der Endrunde konnte sie wegen eines positiven COVID-19-Tests nicht mitwirken. Bei der EM stand sie in allen sechs Spielen der Engländerinnen in der Startelf und erzielte beim 8:0-EM-Rekordsieg gegen Norwegen zwei Tore. In der zweiten Halbzeit wurde sie aber jeweils ausgewechselt. Durch den 2:1-Finalsieg nach Verlängerung gegen Deutschland wurden die Engländerinnen erstmals Europameister. Nach der Meisterschaft beendete sie ihre Karriere wobei ein bei einer Akupunktur aufgetretener Pneumothorax eine Rolle gespielt haben soll.

## Erfolge
- Vereine:

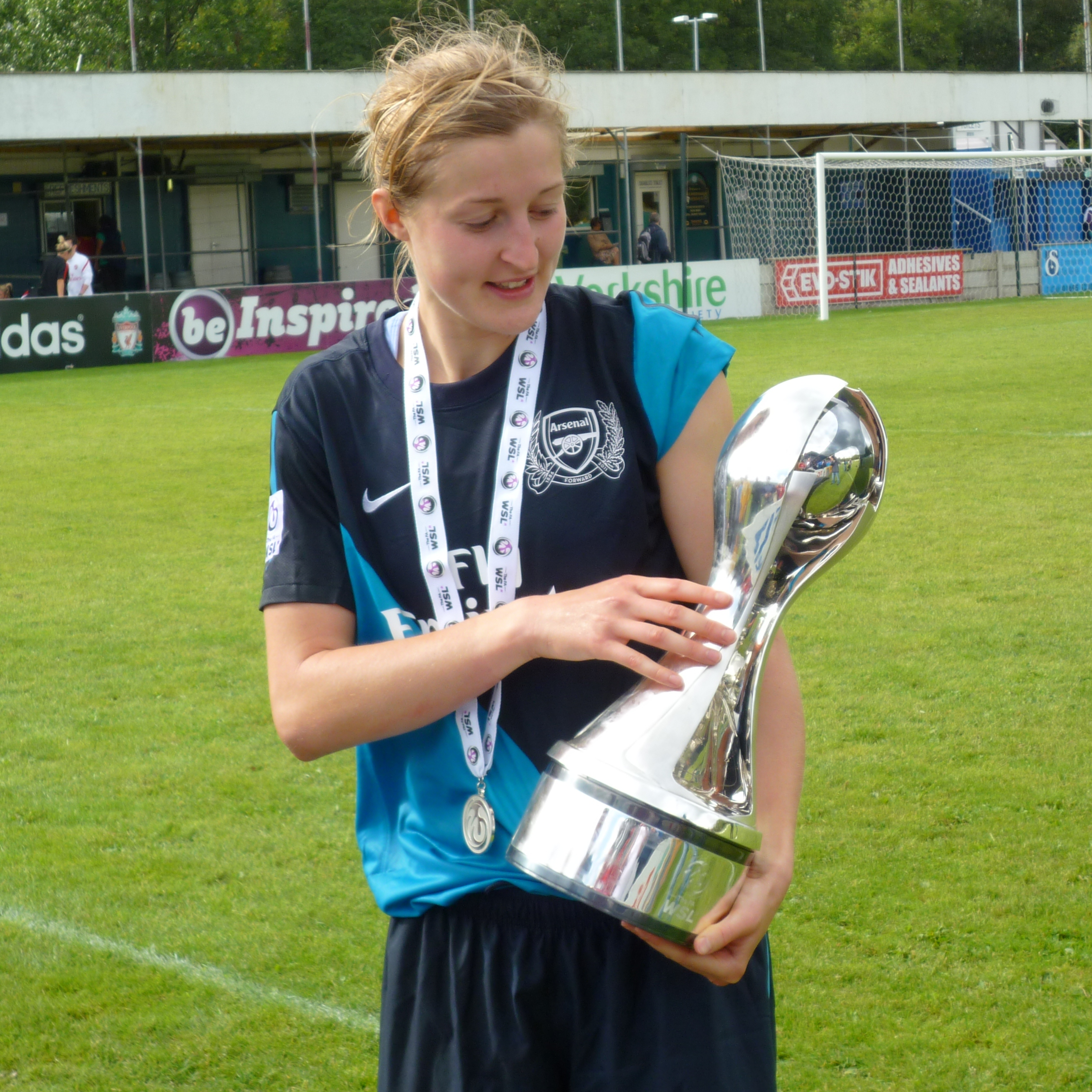
White mit dem FA Women’s Super League Pokal 2011

  - Englische Liga-Pokalsiegerin: 2010 (Leeds)
  - Englische Meisterin: 2011, 2012 (Arsenal)
  - Englische Pokalsiegerin: 2010/11 und 2012/13 (Arsenal), 2019/2020 (ManCity)
  - Torschützenkönigin der WSL 2017/18 (Birmingham)
- Nationalmannschaft:
  - Zypern-Cup-Siegerin 2013
  - SheBelieves-Cup-Siegerin 2019
  - Arnold-Clark-Cup-Siegerin 2022
  - Gewinn der Europameisterschaft 2022

## Auszeichnungen
- „Freedom of Aylesbury“
- 2018: Vauxhall England Women’s Player of the Year[22]
- Bronzener Schuh als drittbeste Torschützin der Fußball-Weltmeisterschaft der Frauen 2019
- 2024: Commander of the British Empire[23]